# 1G
1G se referă la prima generație de tehnologie mobilă wireless (telecomunicații mobile). Acestea sunt standardele de telecomunicații analogice, care au fost introduse în anii 1980 și au continuat până la înlocuirea cu telecomunicațiile digitale 2G. Principala diferență între cele două sisteme celulare mobile (1G și 2G) este că semnalele radio utilizate de rețelele 1G sunt analogice, în timp ce rețelele 2G sunt digitale.
Deși ambele sisteme folosesc semnalizare digitală pentru a conecta turnurile radio (care ascultă telefoanele) la restul sistemului telefonic, vocea în sine în timpul unui apel este codată la semnale digitale în 2G, în timp ce 1G este modulat doar la frecvență mai mare, de obicei 150 MHz și mai mare. Avantajele inerente ale tehnologiei digitale față de cea analogă au făcut ca rețelele 2G să le înlocuiască aproape peste tot.
Un astfel de standard este Nordic Mobile Telephone (NMT), utilizat în țările nordice, Elveția, Olanda, Europa de Est și Rusia. Altele includ Advanced Mobile Phone System (AMPS) utilizat în America de Nord și Australia, TACS (Total Access Communications System) în Regatul Unit, C-450 în Germania de Vest, Portugalia și Africa de Sud, Radiocom 2000 în Franța, TMA în Spania și RTMI în Italia. În Japonia existau mai multe sisteme. Trei standarde, TZ-801, TZ-802 și TZ-803 au fost dezvoltate de NTT (Nippon Telegraph and Telephone Corporation), în timp ce un sistem concurențial operat de Daini Denden Planning, Inc. (DDI) a folosit Standardul Japonia Total Access Communications System (JTACS).
Antecedentul tehnologiei 1G este radiotelefonul mobil.

## Legături externe
- Glossary: 1G - First Generation wireless technology
- Glossary: Detailed Description on 1G Technology